# 弗洛姆鎮區 (明尼蘇達州諾曼縣)
弗洛姆鎮區（英語：Flom Township，/flɒm/ FLOM）是位於美國明尼蘇達州諾曼縣的一個行政鎮區。

## 歷史
弗洛姆鎮區於1881年成立，得名自早期定居者埃里克·弗洛姆（Erik Flom）。

## 地方資料
弗洛姆鎮區的面積為93.56平方千米，當中陸地面積為93.05平方千米，而水域面積為0.51平方千米。根據2020年美國人口普查的數據，當地共有人口186人，而人口密度為每平方千米1.99人。